# Condado de Adair (Missouri)
O Condado de Adair é um dos 114 condados do estado americano de Missouri. A sede do condado é Kirksville, e sua maior cidade é Kirksville. O condado possui uma área de 1 475 km² (dos quais 6 km² estão cobertos por água), uma população de 24 977 habitantes, e uma densidade populacional de 17 hab/km² (segundo o censo nacional de 2000). O condado foi fundado em 1841.